# マーシア伯
マーシア伯（英語: Earl of Mercia）とは後期アングロ・サクソン時代からアングロ・ノルマン時代にかけてイングランドに存在した爵位である。この時代において、マーシア伯はかつてのマーシア王国領を所領として有していた。10世紀にはウェセックス王家配下のエアルドルマンによって統治されていたが、アングロ・デーン時代には伯爵領へと変化した。エドワード懺悔王の治世時代、マーシア伯領はレオフリクと彼の一族によって統治された。この一族は当時イングランドで大きな権力を握っていたゴドウィン家のゴドウィンと政治的に対立する貴族であった。1066年にノルマン・コンクエストが行われたのち、ウィリアム征服王によってマーシア伯領はレオフリク一族の1人であるエドウィンに授けられた。しかし1071年、エドウィンがウィリアム王に対する反乱に加担したことを受け、ウィリアム王はエドウィンからマーシア伯の爵位や領地、財産を没収した。エドウィンの死後、マーシア伯は消滅し、マーシア伯はチェスター伯やシュルーズベリー伯に分割されていった。

## エアルドルマンとマーシア伯の一覧

### エアルドルマン
- エルファー（英語版）（950年代 - 983年)
- エルフリック・キルド（英語版）（983年 - 985年）
- エアドリク・ストリオナ（英語版）（1007年 - 1017年）[4]

### 伯爵
- レオフリク（英語版）（1030年頃 - 1057年）
- エルフガール（英語版）（1057年 - 1062年頃）
- エドウィン（1062年頃 - 1071年）